# Веселиново (Ямбольська область)
Весели́ново (болг. Веселиново) — село в Ямбольській області Болгарії. Входить до складу общини Тунджа.

## Населення
За даними перепису населення 2011 року у селі проживали 1174 особи.
Національний склад населення села:
| Національність   | Кількість осіб | Відсоток |
| ---------------- | -------------- | -------- |
| болгари          | 723            | 76,2%    |
| цигани           | 221            | 23,3%    |
| турки            | 3              | 0,3%     |
| Всього відповіли | 949            |          |

Розподіл населення за віком у 2011 році:
Динаміка населення: